# Mikael Ymer
Mikael Ymer (født 9. september 1998 i Skara, Sverige) er en professionel tennisspiller fra Sverige.